# Аптечный маньяк
«Апте́чный манья́к» — прозвище неустановленного российского серийного убийцы, совершившего 2 убийства в Челябинске, 26 мая и 10 августа 2011 года. Жертвами преступника стали мужчины. Преступник всё ещё в розыске.

## Убийства
Преступник совершил 2 убийства, первое 26 мая, второе 10 августа. Он носил медицинскую маску, стрелял из обреза, который приносил с собой в целлофановом пакете. В обоих случаях нападению подверглись аптеки, принадлежавшие сети магазинов «Классика». Обе жертвы были убиты из одного оружия, это были мужчины — посетители аптеки; первому было 49 лет, второму 30 лет. Первое преступление было похоже на разбой: убийца забрал у находившихся в аптеке женщин деньги и драгоценности. По словам свидетелей этого эпизода, появление преступника поначалу не было воспринято всерьёз: он выглядел нелепо, вёл себя неуверенно, выражался фразами из американских боевиков. После второго убийства возникла версия о серийном убийце.
За информацию, которая приведёт к поимке убийцы, было назначено вознаграждение в 1 000 000 рублей. Неспособность полиции поймать «аптечного маньяка» в совокупности с другими нераскрытыми преступлениями вызвала в СМИ критику правоохранительных органов Челябинска.
Первоначально работники следствия предполагали, что убийца мог страдать маниакально-депрессивным психозом, но эксперты из областной психоневрологической больницы, составившие его психологический портрет, этого не подтвердили. Психиатры сочли, что у убийцы был корыстный мотив, однако из-за отсутствия опыта и опасения быть пойманным он покинул место преступления до получения денег или ценностей. К преступлениям аптечный убийца готовился заранее.
По состоянию на начало 2016 года расследование уголовного дела было приостановлено, но оперативная работа по нему продолжалась: полиция вела поиск подозреваемого в учреждениях уголовно-исправительной системы, предполагая, что он мог быть осуждён за другое преступление.

## В массовой культуре
- В первом сезоне телесериала «Карпов» (2013 год) 29 серия («Другие») основана на истории «Аптечного маньяка»[8].